# Symphytum podcumicum
Symphytum podcumicum är en strävbladig växtart som beskrevs av Yu.M. Frolov. Symphytum podcumicum ingår i släktet vallörter, och familjen strävbladiga växter. Inga underarter finns listade i Catalogue of Life.